# Grive à joues grises
Catharus minimus
Espèce
Statut de conservation UICN

 LC  : Préoccupation mineure
La Grivette à joues grises (Catharus minimus) est une espèce de passereau de la famille des Turdidae.
En France, des observations ont été faites à Ouessant et en Vendée (un individu trouvé mort à la Tranche-sur-Mer).

## Description
La grive à joues grises mesure 18 cm de longueur pour une envergure de 28 à 32 cm et une masse de 25 à 30 g.

## Sous-espèces
D'après Alan P. Peterson, cette espèce est constituée des sous-espèces suivantes :
- Catharus minimus aliciae  (Baird,SF) 1858 : de la Sibérie au Québec
- Catharus minimus minimus  (Lafresnaye) 1848 : Terre-Neuve

## Répartition

aire de nidification
voie migratoire
zone d'hivernage